# Radek Seidl
Radek Seidl je český zpěvák (bas, basbaryton), a hudebník, spoluzakladatel hudební skupiny Krless (zal. 1994), která provozuje zejména historickou hudbu, především gotického a renesančního období. Je také člen skupiny Bakchus. 

## Vzdělání
Klasického hudebního vzdělání se mu dostalo na Pěvecké konzervatoři Praha, kde studoval obor klasický zpěv u prof. Dr. Čestmíra Kráčmara a na Akademii staré hudby při FF MU v Brně.

## Umělecká činnost
Účinkoval v divadle v divadle Semafor (Galakoncert a jiné ptákoviny, Pokušení sv. Antonína, Lysistrata), Vinohradském divadle (Cyrano, Cyrano, Cyrano!), vystupuje Hudebním divadle Karlín a ve Studiu Dva. Zpívá především v muzikálech (Cats, Addams Family, Lucie, Sestra v akci, Legenda jménem Holmes, Carmen, Oidipus Tyrannus, Vražda za Oponou, Evita, Vánoční koleda, Děvčátko, Funny Girl, Jesus Christ Superstar a dalších).
V roce 1994 stál u zrodu skupiny středověké hudby Krless, kde zpíval a hrál na staré strunné a dechové nástroje. Od roku 2002 hraje a zpívá středověkou hudbu sólově a také spolupracuje s některými českými a německými skupinami: Jagabab (člen od 2006), Musica Vagantium, Kurzweyl, Tippel Klimper, Cormalen, Holba, Peregrin a v mnoha projektech i s dalšími hudebníky. Od roku 2009 je kmenovým členem skupiny Bakchus.
Roku 2005 spoluzaložil mužský soubor vokální polyfonie "Polyphonion", zabývající se především českou a evropskou renesanční i středověkou polyfonní tvorbou a interpretací gregoriánského chorálu. Jako host pak vystupuje i s dalšími soubory (např. Affetto ad.).
Ztvárnil operní role Pistofola v opeře Giovanniho Paisiella Krásná mlynářka (divadlo Solidarita 1997), Ztracené existence v soudobé opeře P. K. Soudka Šedá myší opera (Stavovské divadlo 2005) a vystupoval také v barokní opeře Claudia Monteverdiho Orfeo (Stavovské divadlo 2007-2008).
Jako středověký hudebník vystupoval v mnoha českých i zahraničních historických filmech, seriálech a dokumentech (např. Joan of Arc, Ophelia, Die Pilgerin, Cyril a Metoděj, Borgia, Knightfall a další..). Pro dabing jako sólový zpěvák ztvárnil mnoho rolí v českých verzích zahraničních filmů, především pohádek, např. Meč v kameni (The Sword In The Stone, Disney, dab. 2004), Co nového ve Šnekově (Snailsbury Tales, Maverick Ent. 2004), Šípková Růženka (Sleeping Beauty, G-G 1987, dab. 2003), Sněhurka (Snow White, G-G 1987, dab. 2002) a další.
Nahrával hudbu do počítačové hry Kingdom Come: Deliverance. Pro rozhlas nazpíval role v různých hrách (např. Královna Margot 2007), je autorem hudby pro rozhlasovou hru Pokušení sv. Vojtěcha.
Jako učitel zpěvu působí na Mezinárodní konzervatoři v Praze a také soukromě.
Koncertuje v Německu, Francii, Španělsku, Rakousku, Polsku, Bělorusku, Maďarsku, Dánsku, Japonsku… Výběr z diskografie: Krless Hudci písní nejstarších, Krless Hoyetoe, Bakchus Quid facis peccator, muzikál Vánoční koleda, muzikál Děvčátko, G. F. Händel: Mesiáš, muzikál Malý princ a další. 

## Ostatní činnost
Kromě toho se aktivně zabýval paraglidingem, je členem předsednictva Českého svazu paraglidingu a Letecké amatérské asociace (LAA).